# Dimeria hohenackeri
Dimeria hohenackeri är en gräsart som beskrevs av Ferdinand von Hochstetter och Friedrich Anton Wilhelm Miquel. Dimeria hohenackeri ingår i släktet Dimeria och familjen gräs. IUCN kategoriserar arten globalt som starkt hotad. Inga underarter finns listade i Catalogue of Life.